# Stražnja goljenična arterija
Stražnja goljenična arterija (lat. arteria tibialis posterior) je završna grana zakoljne arterije (lat. arteria poplitea), koja nastavlja njen tok i proteže se do stopala (točnije do tarzalnog kanala), gdje završava tako što se podijeli na medijalnu tabansku arteriju (lat. arteria plantaris medialis) i lateralnu tabansku arteriju (lat. arteria plantaris lateralis).
Stražnja goljenična arterija nalazi se na stražnjoj strani potkoljenice među mišićima, u području medijalnog gležnja nalazi se prekrivne kožom i fascijom, te je dostupna palpaciji.

## Ogranci
Stražnja goljenićna arterija daje sljedeće ogranke (odozgo prema dolje):
- lat. ramus circumflexus fibulae
- lisna arterija (lat. arteria peronea, arteria fibularis) sa svojim ograncima:
  - lat. ramus perforans
  - lat. ramus communicans
  - lat. ramus malleolares laterales
  - lat. rami calcanei
- lat. rami malleolares mediales
- lat. rami calcanei